# Adelajda Holenderska
Adelajda Holenderska (ur. ok. 1230, zm. 1284) – hrabina Hainaut, córka hrabiego Holandii Florisa IV i siostra króla niemieckiego Wilhelma z Holandii. W 1246 poślubiła Jana I, hrabiego Hainaut. W roku 1258, z powodu małoletniości Florisa V Holenderskiego (swojego bratanka), została regentką Holandii i Zelandii, której to funkcji pozbawił jej Otton II z Geldrii. Od roku 1280 Adelajda była regentką Hainaut, zmarła w 1284 roku.